# Yesterday went too soon (album)
Yesterday went too soon is het tweede studioalbum van de Welshe rockgroep Feeder, dat werd uitgebracht in augustus 1999. Er werden van dit album vier singles uitgebracht: Insomnia, Yesterday went too soon, Day in day out en Paperfaces.
Na het succes van hun single Buck Rogers kreeg het album zilver voor meer dan 60.000 verkochte exemplaren. Drie jaar later, toen hun album Comfort in sound werd uitgebracht, kreeg het goud voor meer dan 200.000 verkochte exemplaren.

## Nummers
Alle muziek en teksten zijn geschreven door Grant Nicholas. 
| Nr. | Titel                    | Duur |
| --- | ------------------------ | ---- |
| 1.  | Anaesthetic              | 3:50 |
| 2.  | Insomnia                 | 2:54 |
| 3.  | Picture of perfect youth | 3:46 |
| 4.  | Yesterday went too soon  | 4:20 |
| 5.  | Waiting for changes      | 2:44 |
| 6.  | Radioman                 | 3:37 |
| 7.  | Day in day out           | 3:39 |
| 8.  | Tinsel town              | 4:29 |
| 9.  | You're my evergreen      | 3:24 |
| 10. | Dry                      | 4:24 |
| 11. | Hole in my head          | 2:58 |
| 12. | So well                  | 4:03 |
| 13. | Paperfaces               | 4:25 |
| 14. | Bubblehead               | 3:48 |